# プチ・ホームページサービス
プチ・ホームページサービスは、paperboy&co.（現：GMOペパボ）の提供するホームページ作成サービスである。2002年に雑誌「web creators」にてホームページ作成キット「Petit」という形で公開され、2003年4月4月にプチデンソーがサービスとして提供を開始。その後、運営元であったプチデンソーからのサービス譲渡があり、2005年5月11日よりpaperboy&co.（現：GMOペパボ）の正式サービスとなった。
2020年1月31日をもってサービス提供終了。

## 概要
「プチ・ホームページサービス」はホームページに必要なコンテンツがあらかじめ用意されているホームページ作成ASPのウェブサービス。
多くの写真愛好者やクリエイターに親しまれている。